# Estland guvernement
Estland guvernement var et guvernement i Kejserdømmet Rusland 1721–1917. Det blev dannet på grundlag af den tidligere svenske provins Estland og udgør den nordlige del af nutidens Estland.

## Grænser
Estland begrænsedes mod nord af den Finske Bugt, mod øst af floden Narova, der adskilte Estland fra Guvernementet Sankt Petersborg (senere Petrograd, Ingermanland), mod syd af Peipus-søen og Livland guvernement, mod vest af Østersøen. Med de tilhørende øer Dagø, Worms og ca. 70 småøer udgjorde arealet 20.248 km2. Af dette areal var ca. 552 km søer. Indbyggerantallet var 507.200 i 1914 eller 25 pr km2. Befolkningstætheden er lidt under middeltallet for den europæiske del af Rusland.

## Terræn
Estland var et temmelig lavt og fladt kalkstensplateau (siluriske dannelser) overlejret af et dække af istids- og alluviale aflejringer. Det ligger 60-120 m.o.h. og var gennemgående højest mod nord og syd, hvor imod midten af landet var forholdsvis lavt, hvorfor afløbsforholdene var ret ufuldkomne. Det indre var opfyldt af småsøer, moser, kær og skove. Landet var mest frugtbart mod øst, og her nåede det i Emamägi (estisk "Moder Bjerg") sin største højde (168 m), nær den livlandske grænse. Mod nord og på øerne var det løse jordlag oven på kalkstenen kun tyndt. Nordkysten er meget stejl, særlig mod øst, og danner en indtil 60 m høj klint ("glint"), som var fremkommet derved, at havet nedbryder og bortskyller kystens lavere lag (sandsten, sand og ler) således, at den overliggende orthoceratitkalk undergraves og efterhånden styrter ned. Foran klinten har der mange steder dannet sig en forstrand, bredere eller smallere, mest bestående af engstrækninger, men også af sandet og stenet strand. Nogle steder når selve klinten helt ud til havet. Mod vest er Kysten der imod temmelig lav, og her foregik der stadig landdannelse.
Af floderne er den største Narova, Peipus-søens afløb, der gennembryder klinten med et 6 m højt vandfald og udmunder i den Finske Bugt. Også andre mindre floder løber til den Finske Bugt og danner vandfald over klinten, men Estlands vandrigeste flod, Kasargen, udmunder mod øst i Matzal-vigen.

## Klima
Klimaet var kontinentalt, men mildnes dog noget ved havets nærhed. Middeltemperaturen for januar var ÷5 °C på vestkysten, ÷8 °C i det østlige Estland, for juli 16°-17 °C. Kysterne var måneder igennem blokerede af is; dog var havnen Baltischport i det nordvestlige Estland gennemsnitlig kun lukket af isen 33 dage i året. Regnmængden var omkring 500 mm og faldt mest om sommern og den første del af efteråret.

## Næringsliv
Af Estlands areal var 17 % agerland, 41,5 % enge og græsgange, 18,5 % skov (mest nåleskov); søer, moser og sumpe indtager ca. 22 %.
I 1878 hørte ca. 52 % af landet til storgodserne, som ejedes af adelen (mest af tysk herkomst), 42 % var fæstejord, som dreves af de livegne bønder (mest estere), kun 3 % ejedes af ikke-adelige; allerede 1887 var dog en fjerdedel af fæstejorden overgået til bøndernes personlige ejendom, en Bevægelse, der siden fortsatte. Agerbruget stod, som over alt i Østersøprovinserne, højere end i det indre Rusland. Fremskridt begunstiges derved, at jordfællesskabet ikke forekom. Esterne boede heller ikke, som de russiske bønder, i store landsbyer, men i små landsbyer eller enkeltgaarde. Der dyrkedes hvede, byg, havre, foderroer og især kartofler. Husdyravlen stod ret højt, særlig kendt var de små, men kraftige estiske heste. Ved kysten blev drevet et betydeligt fiskeri (strømming og ansjos).
Industrien var i udvikling; særlig betydelig var fabrikation af spirituosa (Kartoffelbrændevin) og cement.

## Transport
Handelen fremmedes ved 420 km jernbane (Baltischport-Petrograd, Reval-Tapa-Dorpat, Reval-Pernau og Reval-Hapsal) og flere havne, af hvilke den vigtigste er Reval, den gang Ruslands femtestørste havnestad.

## Administrativ inddeling
Estland guvernement var delt i fire kredse: Harrien, Jerwen, Wierland og Wiek. Sammen med Livland og Kurland udgjorde Estland indtil 1876 et generalguvernement under generalguvernøren i Riga, og dette generalguvernement genoprettedes efter det estiske oprør 1905.

## Demografi
Ved folketællingen i 1897 havde Estland 413.747 indbyggere, hvoraf 210.199 kvinder; 18 % af befolkningen boede i byerne, af hvilke Estland havde 5, nemlig Reval, Wesenberg, Weissenstein, Baltischport og kurstedet Hapsal.
96 % af befolkningen var lutheranere.
Hovedmængden af indbyggerne var estere, som foruden Estland også beboede det nordlige Livland og en del af Guvernementet Petersborg og Pskov, og som udgør i alt henved en mio. mennesker og talte deres eget sprog, estisk, som de bevarede til trods for ivrige bestræbelser fra den russiske regerings side for at russificere befolkningen. Af andre befolkningsgrupper fandtes i 1897 ca. 22.000 tyskere, 20.000 russere og 6.000 svenskere samt en del jøder. Det tyske sprog taltes af adelen og af de dannede klasser i byerne. Svensk taltes i nogle egne ved vestkysten og på øerne; på Dagø var det dog fuldstændig fortrængt af estisk.